# Indiumtinoxid
 For alternative betydninger, se ITO.
Indiumtinoxid, også forkortet ITO, er en blanding af Indium(III)oxid (In2O3)og Tin(IV)oxid (SnO2). Blandingsforholdet er typisk omkring 90% In2O3 og 10% SnO2, blandet efter vægt. Stoffet er gennemsigtigt og farveløst i tynde lag. I store mængder er det gulligt til gråt.
Indiumtinoxid har den egenskab, at det leder strøm, samtidig med at det er optisk gennemsigtigt. Man er dog nødt til at indgå et kompromis når man fabrikerer en film af stoffet, da et tykkere lag øger stoffets ledeevne, men også bevirker at stoffet bliver mindre gennemsigtigt.
Der findes forskellige metoder til at placere en ultratynd film af ITO på en overflade. En af dem er Fysisk Damp Deposition, hvor stoffet bliver opvarmet over dets kogepunkt til det fordamper. Dampen bliver derefter ledet til overfladen der ønskes dækket af filmen. Når den varme damp møder overfladen fortættes dampen til en væske, og endeligt til et fast stof.

## Alternativer
Deponering af ITO foregår ofte ved katodeforstøvning (Eng. "Sputtering") som hører ind under kategorien af deponeringsmetoder benævnt som PVD (Eng. "Physical Vapor Deposition) som direkte kunne oversættes som "fysisk forstøvnings deponering".